# Селиванов, Анатолий Васильевич
Анатолий Васильевич Селиванов (25 декабря 1931 год, Рыково, Украинская ССР — 1997 год) — бригадир проходчиков Белорусского строительного шахтопроходческого управления треста «Шахтспецстрой» Государственного производственного комитета по монтажным и специальным строительным работам СССР, гор. Солигорск Минской области, Белорусская ССР. Герой Социалистического Труда (1964). Почётный строитель РСФСР (1959).

## Биография
Родился в 1931 году в рабочей семье в городе Рыково (сегодня — Енакиево). После школы работал на различных шахтах Донбасса, потом — проходчиком Новомосковского строительного шахтопроходческого управления в Тульской области. В мае 1959 года переехал из Новомосковска в Солигорск, стал работать на разработке калийного месторождения бригадиром проходчиков, прорабом строительного цеха, горным мастером Белорусского строительного шахтопроходческого управления треста «Шахтспецстрой». В 1959 году бригада Анатолия Селиванова участвовала в строительстве шахтного ствола № 2 первой шахты Белоруссии. При разработке шахты бригада применяла метод химического закрепления слабых грунтов, который разработал академик Герасим Богомолов.
Бригада Анатолия Селиванова участвовала в строительстве Первого Солигорского калийного комбината и неоднократно перевыполняла план, за что получила почётное звание «Бригада коммунистического труда». Указом Президиума Верховного Совета СССР от 15 февраля 1964 года за самоотверженный труд и выдающиеся производственные успехи, достигнутые при строительстве Первого Солигорского калийного комбината был удостоен звания Героя Социалистического Труда с вручением ордена Ленина и золотой медали «Серп и Молот».
После выхода на пенсию проживал в Солигорске, где скончался в 1997 году.
Память
Художник Владимир Стельмашонок написал в 1979 году картину «Портрет Анатолия Васильевича Селиванова, Героя Социалистического Труда».

## Награды
- Герой Социалистического Труда — указом Президиума Верховного Совета СССР от 15 февраля 1964 года
- Орден Ленина
- Медаль «За трудовое отличие» (28.08.1954)